# Synomera tatalga
Synomera tatalga är en fjärilsart som beskrevs av William Schaus 1916. Synomera tatalga ingår i släktet Synomera och familjen nattflyn. Inga underarter finns listade i Catalogue of Life.